# Método de reamostragem: Jackknife
Em Reamostragem, Jackknife é...

## Reamostragem
O método de reamostragem, é um método não-paramétrico que auxilia na obtenção de valores no mínimo em escala intervalar. Com isso o intervalo de confiança pode diferir da distribuição normal.
Com esse novo pensamento foi criado uma nova abordagem sobre dados não paramétricos, uma nova alternativa para inferências paramétricas.

## Importância da Computação
A reamostragem é responsável por calcular uma distribuição real de estatísticas estimadas, criando várias amostras da amostra original. A partir daí a computação  passa a ser de extrema importância para a estatística pois é através dela que é estimado um valor estatístico para cada amostra. Logo que eles estejam todos calculados, pode-se realizar o teste de normalidade dos valores e até mesmo construir intervalos de confiança e realizar testes de hipóteses. 

## Criação
O JackKnife é um método de reamostragem não paramétrico e foi introduzido por Quenouille em 1949, retomado por Tukey em 1958, e continua sendo desenvolvido na ultima década.

## Resumo do método
A cada execução do método um elemento será retirado e apenas os elementos restantes serão observados. Essa execução deverá ocorrer n vezes, n sendo o numero de elementos da população, uma vez para cada elemento.
PASSOS:
- Retira-se uma amostra de tamanho {\displaystyle n} da população de interesse:

{\displaystyle \mathbf {x} =(x_{1},\,x_{2},\,x_{3},\dots ,x_{n-1},x_{n})}
- Define-se a estatística de interesse (o que você deseja analisar):

{\displaystyle {\hat {\theta }}=T(\mathbf {x} )} (pode ser a média, mediana, etc)
- Para cada {\displaystyle 1\leq i\leq n}, tome a amostra Jackknife {\displaystyle \mathbf {x_{(i)}} } que é dada pela amostra sem a i-ésima observação, isto é

{\displaystyle \mathbf {x_{(i)}} =(x_{1},\,x_{2},\dots ,\,x_{i-1},\,x_{i+1},\dots ,\,x_{n-1},\,x_{n})}
- Obtenha, para cada amostra Jackknife, a estimativa {\displaystyle {\hat {\theta }}_{(i)}=T(\mathbf {x_{(i)}} )}
- Estima-se o erro padrão da estatística do {\displaystyle {\hat {\theta }}} passo através da expressão:
- {\displaystyle S={\frac {n-1}{n}}\sum _{i=1}^{n}({\hat {\theta }}_{(i)}-{\hat {\theta }}_{(.)})^{2}}, sendo {\displaystyle {\hat {\theta }}_{(.)}={\frac {1}{n}}\sum _{i=1}^{n}{\hat {\theta }}_{(i)}.}

## Vantagem
- Apesar do método jackknife ter considerado inferior ao bootstrap [] com base na eficiência do estimador de intervalos de confiança e cálculos de significâncias, ele continua como uma medida viável de observações importantes.

- Obs:

A amostra deve ser grande o bastante e obtida (a princípio aleatoriamente) de forma a ser representativa da população completa.

## Conclusão
Independente do método adotado, a reamostragem é algo muito importante pra estatística, pois ela permite calcular uma distribuição empírica de centenas ou milhares de  amostras.
Apesar de já existirem outros métodos de reamostragem o Jackknife continua sendo usado mesmo depois de muitos anos, pois apresenta uma medida viável de observações influentes.
O jackknife pode ser resumido como um método de obtenção do viés e da variância em amostras complexas.
Vale ressaltar, que o JackKnife é um método que força o pesquisador a usar de suas habilidades para que este consiga a obtenção de novos dados que poderão contribuir para sua pesquisa. A utilização do JackKnife também contribui de tal forma, que faz com que o pesquisador tenha maior domínio e conhecimento sobre os seus dados. Conhecendo muitas vezes a realidade que acontece na sua população